# Tiroteo en la Universidad de Monash
El tiroteo de la Universidad de Monash fue un tiroteo masivo en el que un estudiante internacional de 36 años mató a los estudiantes William Wu y Steven Chan, ambos de 26 años, e hirió a otras cinco personas, incluido el profesor. Tuvo lugar en la Universidad de Monash, en Melbourne, el 21 de octubre de 2002. El tirador, Huan Yun Xiang, fue absuelto de los delitos relacionados con los disparos debido a una deficiencia mental, y actualmente se encuentra bajo atención psiquiátrica. Varias de las personas presentes en la sala del tiroteo fueron elogiadas oficialmente por su valentía al enfrentarse a Xiang y poner fin al tiroteo.

## Tiroteo
A las 11:24 a. m. del lunes 21 de octubre, Huan Yun Xiang (向环云 Xiàng Huányún) estudiante de comercio en la universidad, armado con seis pistolas cargadas, abrió fuego en la habitación E 659 del edificio Menzies del campus Clayton de Monash. en una clase de econometría con doce alumnos. Al principio, los asistentes al aula se sintieron confusos por el ruido y porque Xiang gritaba "¡Nunca me entiendes!" desde el pupitre en el que estaba.
Xiang mató a dos estudiantes en la habitación:
1. Xu Hui "William" Wu, estudiante internacional de Hong Kong y vecino de Xiang en Melbourne; y
2. Steven Chan, estudiante de Doncaster.

Xiang hirió a otros cinco:
1. Lee Gordon-Brown, que recibió disparos en el brazo y la rodilla;
2. Daniel Urbach, herido en el hombro y el brazo;
3. Laurie Brown, que resultó herida en la pierna y el abdomen;
4. Christine Young, que recibió un disparo en la cara; y
5. Leigh Dat Huynh, que recibió el alta hospitalaria al cabo de un día.

Cuando Xiang dejó de disparar y se dispuso a cambiar de arma, Lee Gordon-Brown, el profesor herido, agarró las manos de Xiang cuando éste metía la mano en su chaqueta. Gordon-Brown y un estudiante que se encontraba en la sala, Alastair Boast, lo abordaron. Bradley Thompson entró más tarde en la habitación y descubrió cinco pistolas en fundas alrededor de la cintura de Xiang, entre ellas dos Berettas, una Taurus y dos revólveres, así como dos cargadores cerca de su cadera.
Gordon-Brown y Boast contaron con la ayuda de un profesor que pasaba por allí, Brett Inder, para sujetar a Xiang durante treinta minutos hasta que llegó la policía, mientras Thompson y el administrador de la universidad, Colin Thornby, le prestaban primeros auxilios. Ambos recibieron el premio "Héroe de la Comunidad" de la Cruz Roja por su ayuda. Al menos un estudiante herido abandonó la sala y pidió ayuda para sus heridas al personal de seguridad.
La policía consideró a Xiang no apto para el interrogatorio, pero escribió una nota refiriéndose a William Wu tras su detención en la que decía: "Por fin he acabado con la vida de WW".
Se cancelaron todas las clases en el edificio Menzies durante el resto del día y la universidad instaló puestos de asesoramiento.

## Juicio
Xiang se declaró inocente antes del juicio de dos cargos de asesinato y cinco de intento de asesinato por discapacidad mental.
Durante su juicio de dos días en junio de 2004, la fiscal Sue Pullen presentó pruebas de que Xiang sentía que los asesinatos eran su destino. Las pruebas demostraron que Xiang se había afiliado a la Asociación de Tiradores Deportivos de Australia en abril de 2002, y obtuvo la licencia de armas en junio de 2002. Una de las profesoras, Gael M. Martin, declaró ante el tribunal que había expresado su preocupación por su estado mental una semana antes del tiroteo. Se presentaron pruebas de que albergaba creencias delirantes de que William Wu era un agente del mal y le destruiría académicamente, y de que sus acciones del 21 de octubre de 2002 se centraron en cumplir el destino percibido de matar a Wu.
La defensa y la acusación en el juicio de Xiang coincidieron en que padecía un trastorno delirante paranoide. La fiscalía pidió al jurado que lo declarara inocente. El 17 de junio de 2004, el jurado del Tribunal Supremo de Victoria lo declaró inocente del asesinato de Wu y Chan y del intento de asesinato de otras cinco personas en la sala de tutoría debido a su incapacidad mental. El juez Bernard Teague ordenó el traslado de Xiang al hospital psiquiátrico Thomas Embling. Es posible que permanezca recluido allí hasta 25 años.

## Respuestas

### Monumentos
El 22 de octubre de 2002, el día después del tiroteo, las banderas en el campus de Clayton ondearon a media asta y un artista de graffiti escribió "La vida es corta. Aprecia a tus amigos. Ámense unos a otros. R.I.P" en una valla publicitaria del campus. En el primer aniversario de los tiroteos, el 21 de octubre de 2003, se celebró una jornada de reflexión en el campus de Clayton. Actualmente existe un monumento en memoria de las víctimas (detrás de la Biblioteca Matheson del campus).
William Wu y Steven Chan recibieron a título póstumo sendas matrículas de honor de la Universidad de Monash.

### Medios
La cobertura mediática inicial se centró en los limitados conocimientos de inglés de Xiang y las consiguientes dificultades de comunicación como posibles factores que contribuyeron a sus decisiones.
También hubo cobertura editorial argumentando a favor y en contra de que se introdujeran en Australia restricciones legales adicionales a las armas cortas.
Las masacres a tiros en Australia y otros países de habla inglesa suelen producirse muy próximas en el tiempo. Los psiquiatras forenses lo atribuyen al comportamiento de imitación, que en muchos casos se desencadena por el tratamiento sensacionalista de los medios de comunicación. Los asesinos en masa estudian los reportajes de los medios de comunicación e imitan las acciones y el equipo que se destacan en ellos. El tiroteo de Monash se produjo en el momento álgido de la publicidad de los ataques de francotiradores de Beltway, que fue muy destacada desde el 3 de octubre hasta la detención de los autores, el 24 de octubre de 2002, tres días después del tiroteo de Monash.

### Leyes de propiedad de armas
El entonces Primer Ministro de Australia, John Howard, inició otra revisión de las leyes australianas sobre armas de fuego, la última había sido tras la masacre de Port Arthur, después de que se descubriera que Xiang había adquirido sus armas legalmente. Tras el tiroteo, el gobierno del estado de Victoria preparó nuevas leyes que duplican las penas por el uso indebido de armas cortas e introducen nuevas leyes contra el tráfico de armas cortas, y todos los demás estados le siguieron.
La Ley Nacional de Recompra de Armas de 2003 estableció nuevas restricciones en cuanto al calibre máximo, la capacidad del cargador y la longitud mínima del cañón de las armas de fuego cortas con licencia de tiro deportivo/objetivo de categoría H. Victoria inició su programa de recompra de armas de mano en agosto de 2003.

### Premios a la valentía
Lee Gordon-Brown, Alastair Boast, Brett Inder, Bradley Thompson, Andrew Swann y Colin Thornby recibieron premios a la valentía por su participación en contener a Xiang y ayudar a las víctimas heridas. La Royal Humane Society otorgó a Gordon-Brown la Medalla de Oro Stanhope 2005 , el premio más alto de la Commonwealth por su valentía. Además, la Royal Humane Society of Australasia (RHSA) le otorgó la Medalla de Oro Clarke de la RHSA en 2004 y fue galardonado con la Estrella del Coraje , el segundo premio más alto por valentía en el sistema de honor australiano . La RHSA otorgó a Alastair Presume la Medalla de Oro de la RHSA.

## Secuelas
En 2015, mientras recibía tratamiento, Xiang atacó con un cuchillo a una psiquiatra consultora en el Hospital Thomas Embling, donde había estado encarcelado.